# Liste der Biografien/Enh
Liste der Biografien |
Portal Biografien |
Personensuche
# |
A |
B |
C |
D |
E |
F |
G |
H |
I |
J |
K |
L |
M |
N |
O |
P |
Q |
R |
S |
T |
U |
V |
W |
X |
Y |
Z |
?
 
Ea |
Eb |
Ec |
Ed |
Ee |
Ef |
Eg |
Eh |
Ei |
Ej |
Ek |
El |
Em |
En |
Eo |
Ep |
Eq |
Er |
Es |
Et |
Eu |
Ev |
Ew |
Ex |
Ey |
Ez
 
Ena |
Enb |
Enc |
End |
Ene |
Enf |
Eng |
Enh |
Eni |
Enj |
Enk |
Enl |
Enm |
Enn |
Eno |
Enq |
Enr |
Ens |
Ent |
Enu |
Env |
Enw |
Enx |
Eny |
Enz
Die Liste der Biografien führt alle Personen auf, die in der deutschsprachigen Wikipedia einen Artikel haben. Dieses ist eine Teilliste mit 6 Einträgen von Personen, deren Namen mit den Buchstaben „Enh“ beginnt.

## Enh

### Enhc
- Enhco, David (* 1986), französischer Jazzmusiker (Trompete, Flügelhorn, Komposition)
- Enhco, Thomas (* 1988), französischer Jazzmusiker (Piano, Geige, Komposition) und Filmkomponist

### Enhe
- Enheĝal, erster Herrscher von Lagaš aus der I. Dynastie

### Enho
- Enholtz, Walter (1875–1961), Schweizer Maler

### Enhu
- Enhuber, Emil (1878–1947), tschechoslowakischer Politiker (SdP)
- Enhuber, Karl von (1811–1867), deutscher Maler